# Rudolf Mosse

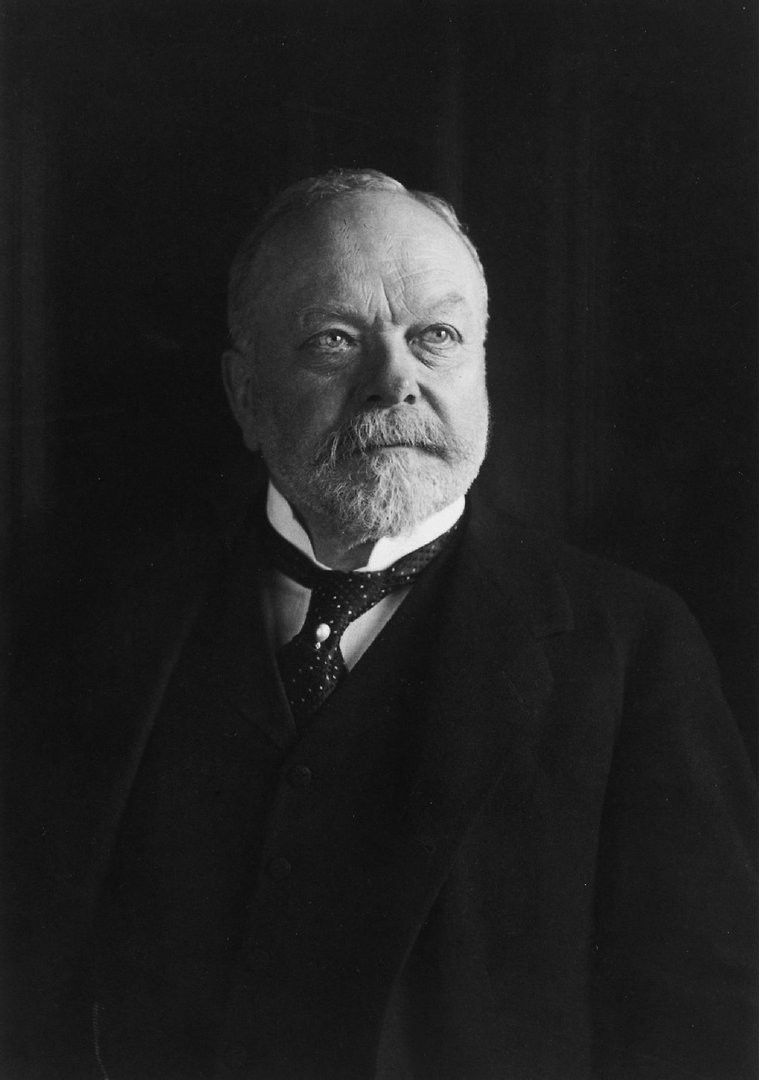
Rudolf Mosse

Rudolf Mosse (ur. 8 maja 1843 w Grodzisku Wielkopolskim, zm. 8 września 1920 w Schenkendorf) – niemiecki filantrop pochodzenia żydowskiego, drukarz i wydawca. 

## Życiorys
Uczęszczał do Gimnazjum w Lesznie ale ze względów finansowych musiał przerwać naukę.  Wyuczył się zawodu księgarza w Poznaniu, a w 1867 r. założył w Berlinie Annoncen-Expedition Rudolf Mosse. Najbardziej znane tytuły prasowe tego wydawnictwa to  Berliner Tageblatt (1872), Berliner Morgen-Zeitung (1889) i Berliner Volks-Zeitung (1904). Ta pierwsza gazeta stała się wkrótce jednym z najbardziej wpływowych dzienników w Berlinie. 
Rudolf Mosse był także filantropem. W Berlinie zbudował w latach 1893-1895 dom dla sierot, który prowadzony był przez Fundację Mosse (Mosse-Stiftung).  W 1917 r. przeznaczył 100 tys. marek na stypendia dla studentów, za co uhonorowany został tytułem doktora honoris causa Uniwersytetu w Heidelbergu.
Ufundował także wiele budynków w Grodzisku Wielkopolskim, m.in. szpital. Ulica, przy której znajduje się grodziski szpital nosi jego imię.
Wydał także własnym nakładem Księgę adresową Polski. Pochowany został na Cmentarzu żydowskim w Berlinie-Weißensee.

## Rodzina
Rudolf Mosse był synem Markusa Mosse i miał w sumie 12 sióstr i braci m.in. Salomona, Maksa, Paula, Alberta i Emila.Rodzinnym wydawnictwem zarządzał wraz ze szwagrem Emilem Cohnem. 
Jego małżeństwo z Emilią pozostało bezdzietne, ale w 1910 r. adoptował Felicję Marx (1888-1972).
Gdy Felicja wyszła za mąż, Rudolf Mosse zgodził się na to, aby zięć przyjął dodatkowo nazwisko „Mosse”. Jako Hans Lachmann-Mosse był zatrudniony w wydawnictwie swego teścia.
W latach 30. XX w. Felicja i Hans zostali zmuszeni przez nazistów do emigracji do USA. Synem Felicji, a wnukiem Rudolfa był amerykański historyk George L. Mosse.